# Eichener Brauerei

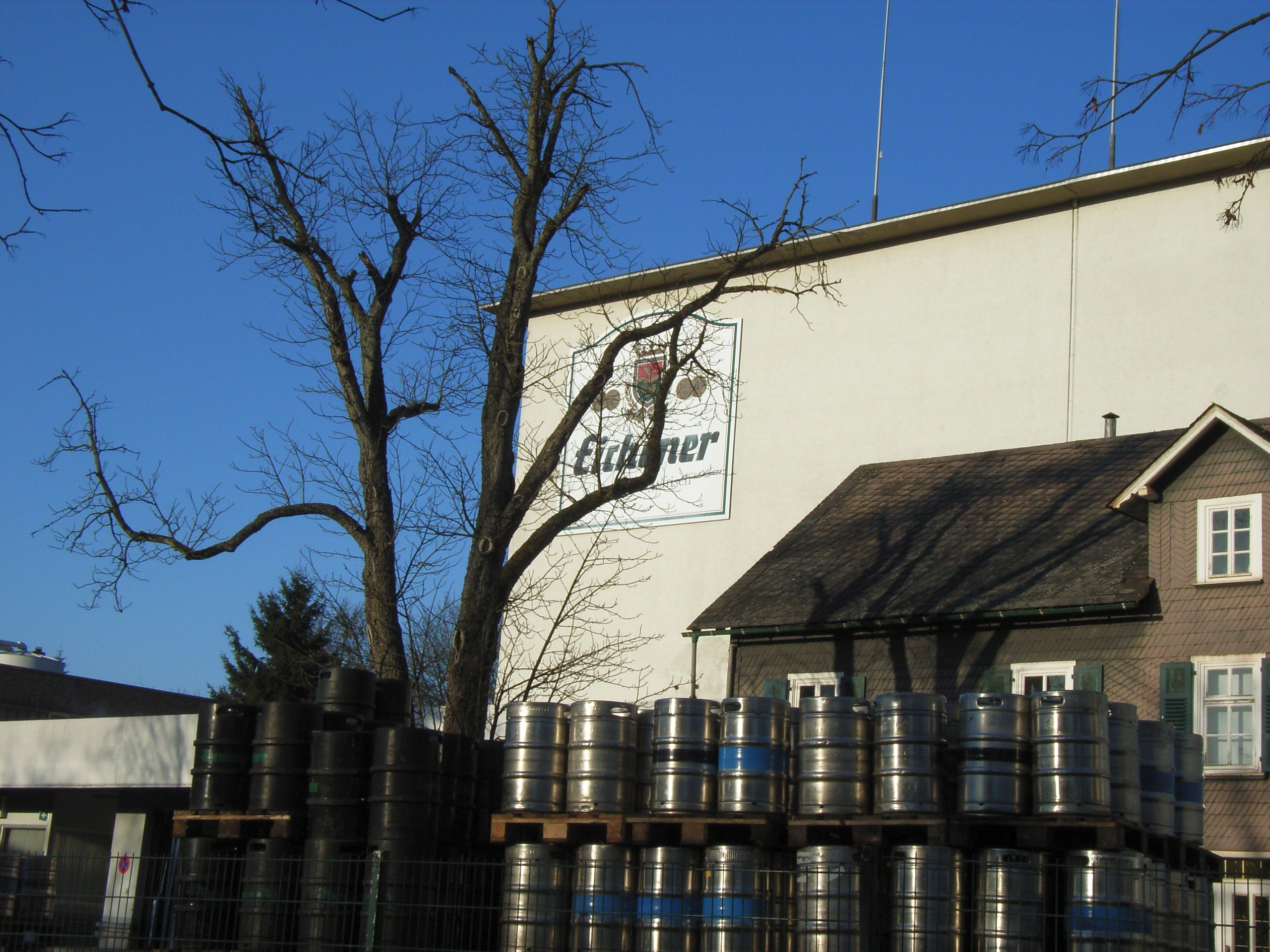
Das Hauptgebäude der Brauerei

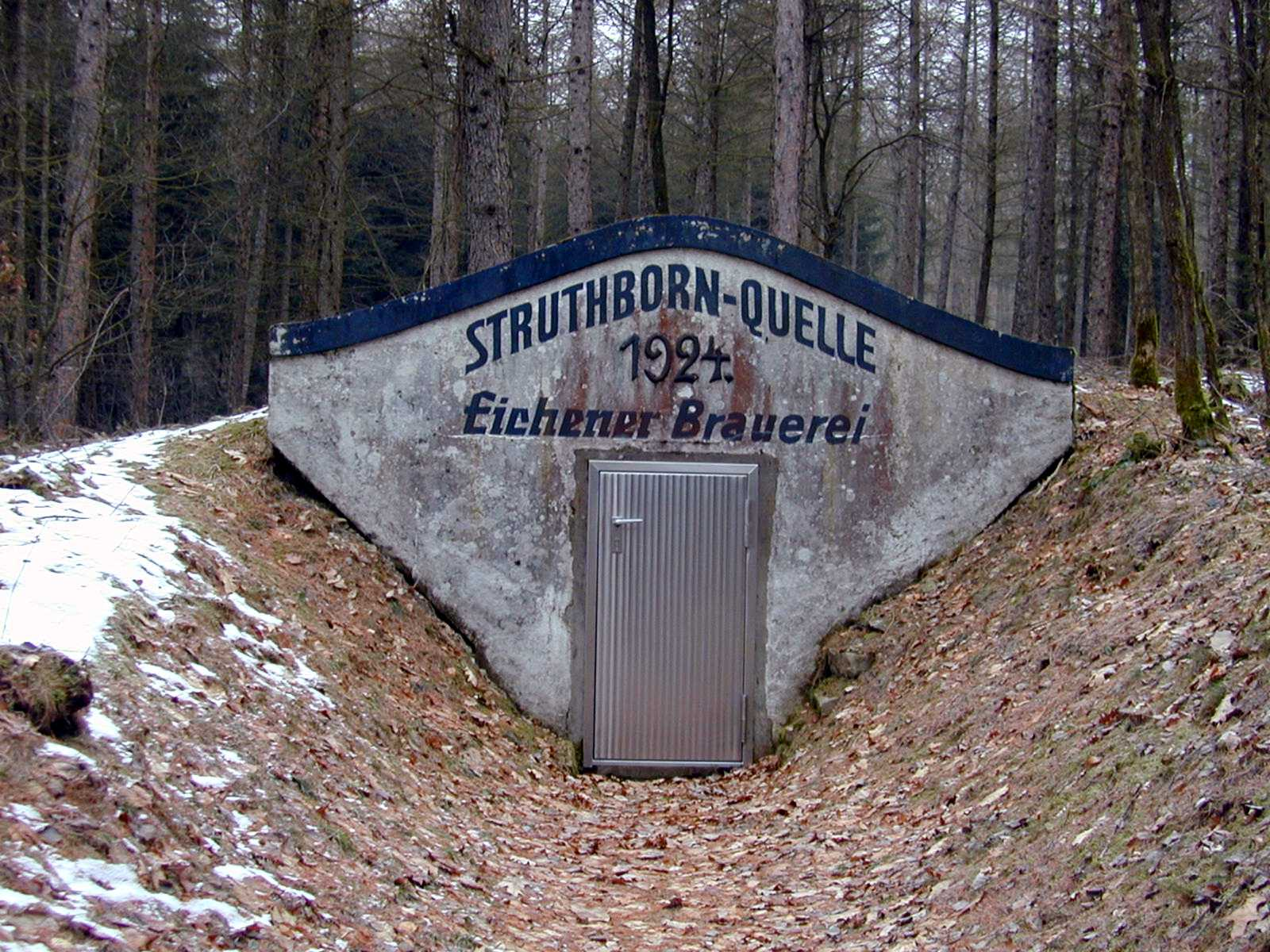
Eingang zur Struthbornquelle

Die Eichener Brauerei war eine Brauerei im Kreuztaler Stadtteil Eichen. Das Wasser stammte aus der Struthbornquelle.
Die zuletzt zur Krombacher Brauerei gehörende Brauerei wurde Anfang Juni 2014 geschlossen, da zum Weiterbetrieb der Brauanlagen nach Angaben der Krombacher Brauerei umfangreiche Investitionen erforderlich wären. Die Marken Eichener Pils und Eichener Gold wurden seitdem ausschließlich bei der ebenfalls zu Krombacher zugehörigen Rolinck Brauerei in Steinfurt hergestellt, bis Ende 2017 die Marke vollständig aufgegeben wurde.

## Geschichte
Die Brauerei wurde am 5. Dezember 1888 durch Gustav Schweisfurth als Eichener Hammerbräu in Eichen gegründet. Der Name geht auf das in unmittelbarer Nähe zur Brauerei liegende ehemalige Hammerwerk (heute Thyssenkrupp Steel Europe) zurück. Schweisfurths Vorfahren waren Stahl- und Hammerschmiede, welche sich im 19. Jahrhundert in Eichen ansiedelten. Ursprünglich wurde ein Bier mit einer Stammwürze von 8 °P gebraut, welches – wie die Brauerei – den Namen Eichener Hammerbräu trug.
Der Braubetrieb war während des Ersten Weltkrieges stark eingeschränkt und musste gegen Ende des Krieges aufgrund mangelnder Rohstoffe zeitweise ganz eingestellt werden. Alle fünf Mitarbeiter der Brauerei wurden zum Kriegsdienst eingezogen. 1924 wurde der Betrieb ausgebaut. 1938 überschritt der Jahresausstoß erstmals 7000 Hektoliter. Im Jahr 1953 wurde die Versorgung mit Brauwasser durch eine direkte Leitung zum Struthbornstollen sichergestellt. Bei einer internationalen Brauereiausstellung in Gent wurde das Bier mit dem „Premier Prix 1958“ ausgezeichnet. Auch 1962 in Brüssel wurde das Bier prämiert.
Nachdem bereits Mitte der 1950er Jahre in eine vollautomatische Flaschenkelleranlage mit einer Kapazität von 24.000 Flaschen pro Tag investiert wurde, wurden die Kapazitäten des Gär- und Lagerkellers 1959/60 auf 100.000 Hektoliter erweitert. 1962 erfolgte der Aufbau eines neuen Sudwerkes. Im Jahr 1967 wurde die Verpackung umgestaltet. Statt Holz- wurden Eurokasten eingeführt und der Bügelverschluss wurde durch den Kronkorken ersetzt. 1987 wurden die Fässer auf das Keg-System umgestellt. Eine weitere  Kasten- und Flaschenumstellung erfolgte 1989. Seitdem wurde das Bier in die NRW-Flasche abgefüllt. Neben ihrem Stammgebiet im Siegerland – 80 % des Ausstoßes wurden in den Kreisen Siegen-Wittgenstein und Olpe abgesetzt – wurde die Marke ab der Wiedervereinigung 1990 im Nordosten Mecklenburg-Vorpommerns verkauft.
Ab März 2002 wurde neben den eigenen Marken die Marke Rhenania Alt im Lohnbrau für die Krombacher Brauerei gebraut (47.000 hl., 2002), nachdem die ursprüngliche Brauerei in Krefeld geschlossen worden war und Krombacher im Jahr 2001 die Rechte an der Marke gekauft hatte.
Ende 2002 wurde die Eichener Brauerei durch die Eigentümer Karl Wilhelm und Wieland Schweisfurth an die Krombacher Brauerei verkauft, da die wirtschaftliche Grundlage stark gefährdet war. Die Brauerei hatte damals 35 Mitarbeiter und einen jährlichen Ausstoß von 120.000 Hektolitern Bier. Im selben Jahr endete aus betriebswirtschaftlichen Gründen auch der Bezug des Brauwassers aus der Struthbornquelle. 2003 verzeichnete die Brauerei einen Ausstoß von ca. 60.000 hl (40.000 hl Eichener Pils und 15.000 hl Eichener Gold). Auch 40.000 hl Rhenania Alt wurden gebraut. Anfang 2004 wurden 23 Mitarbeiter beschäftigt. 2007 betrug der Ausstoß 42.000 Hektoliter, 18.000 hl Rhenania Alt wurden gebraut. Seit 2008 wurde das Eichener Bier in die Longneck-Flasche abgefüllt. Mit der Flaschenumstellung ging auch eine Kastenumstellung einher. Die Abfüllanlage in Eichen war mit den flaschenformbedingten neuen technischen Parametern des Kastens nicht kompatibel, sodass die Abfüllung seitdem in der benachbarten Krombacher Brauerei erfolgte. Den Lohnbrau der Marke Rhenania Alt gab die Brauerei ab 2008 sukzessive an die ebenfalls zu Krombacher zugehörige Rolinck Brauerei in Steinfurt ab. Auch das Eichener Pils wurde nun teilweise in Steinfurt gebraut.
Mit Wirkung vom 1. Oktober 2009 wurde die Eichener Brauerei Gebr. Schweisfurth GmbH auf die Krombacher Brauerei Bernhard Schadeberg GmbH & Co. KG verschmolzen. Nach einem größeren technischen Defekts musste die Produktion im zweiten Quartal 2014 eingestellt werden. Anfang Juni 2014 gab die Krombacher Brauerei bekannt, dass die Eichener Brauerei geschlossen wird. Die Reparaturkosten und nötige Investitionen in die über 45 Jahre alten Brauanlagen würden knapp eine Million Euro betragen. In der Betriebsstätte der Eichener Brauerei waren zuletzt nur noch 3–4 Mitarbeiter angestellt, da die Verwaltung und seit 2008 die Abfüllung von der Krombacher Brauerei übernommen worden waren. Der Ausstoß lag bei 30.000 Hektolitern.
Seit der Schließung der Brauerei übernahm die Rolinck Brauerei in Steinfurt auch die Produktion der Marke Eichener Gold.
Wegen zu geringer Umsätze beendete die Krombacher Brauerei im Dezember 2017 die Produktion des Eichener Bieres auch am Standort Steinfurt.

## Frühere, nicht mehr hergestellte Produkte
- Eichener Pils: Das Hauptprodukt der Brauerei, ein Pils.
- Eichener Gold: Dieses Bier ist milder als das Pils, hat eine höhere Stammwürze und somit auch einen höheren Alkoholgehalt.
- Eichener Landbier: Das Landbier wurde seit 2003 gebraut und sollte ursprüngliches Siegerländer Bier darstellen.
- Eichener Schwarzbier: Schwarzbier gab es seit 2004 von der Eichener Brauerei. Die Rezeptur stammt aus dem 18. Jahrhundert, wurde aber vereinzelt abgeändert.
- Eichener Zwickelbier: Zwickelbier (oder das Bier der Brauer) war ein unfiltriertes Bier, die Hefeteilchen bleiben erhalten. Daher stammt die charakteristische Farbe und die Trübung. Es enthält viele Vitamine und Mineralien. Das Eichener Zwickelbier wurde nicht in Flaschen, sondern nur in Fässern verkauft und war daher nur in Gaststätten zu haben. Dieses Produkt wurde im Jahr 2007 eingestellt.
- Dark Lager: Ein dunkles Lagerbier, welches speziell jüngere Kunden ansprechen sollte.
- La Cola: Ein Biermischgetränk aus Dark Lager und Cola.
- Eichener Radler: Ebenfalls ein Biermischgetränk aus dem Eichener Pils und Zitronenlimonade.